# Thomas S. Crago

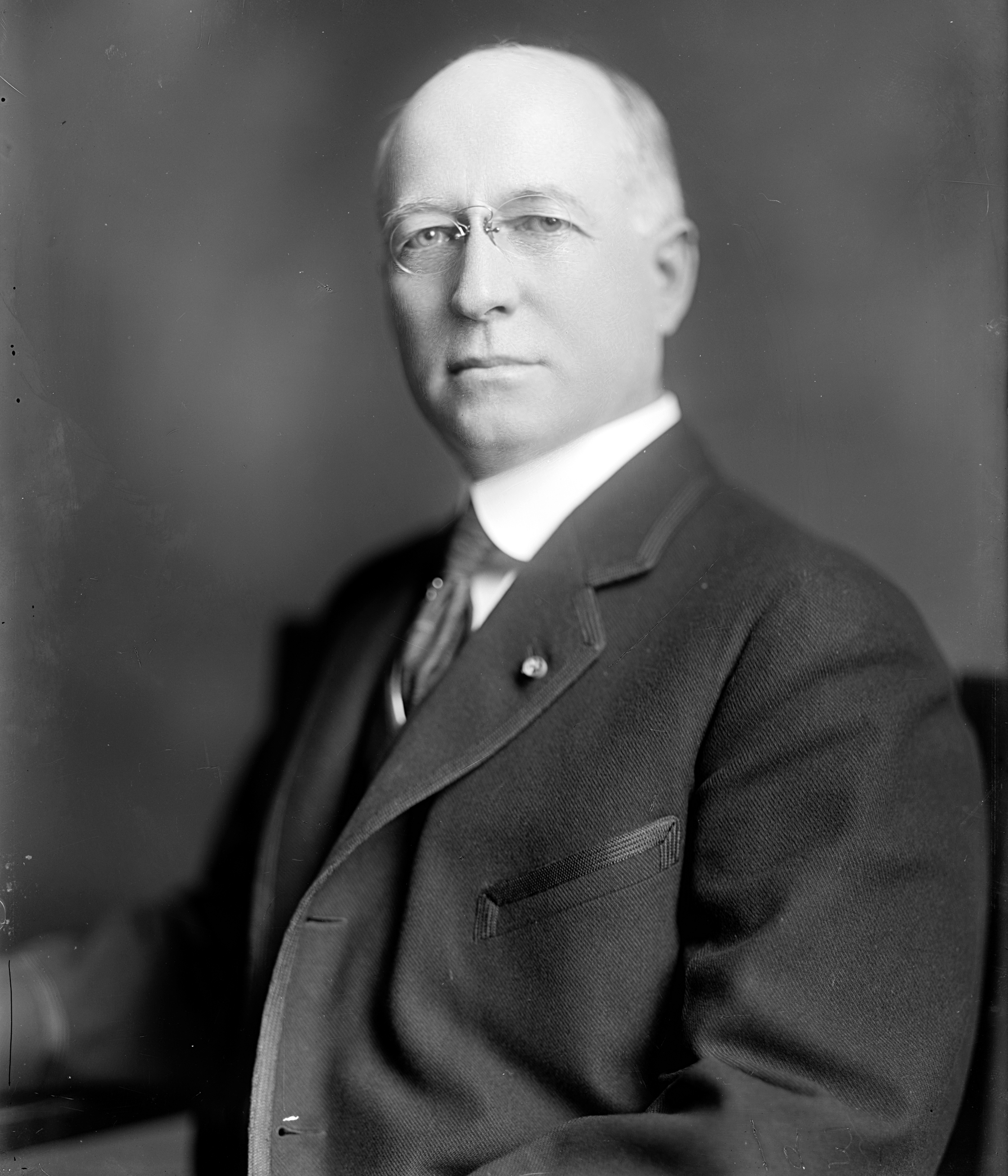
Thomas S. Crago

Thomas Spencer Crago (* 8. August 1866 in Carmichaels, Greene County, Pennsylvania; † 12. September 1925 in Waynesburg, Pennsylvania) war ein US-amerikanischer Politiker. Zwischen 1911 und 1923 vertrat er mehrfach den Bundesstaat Pennsylvania im US-Repräsentantenhaus.

## Werdegang
Thomas Crago besuchte die Greene Academy und danach das Waynesburg College. Im Jahr 1893 absolvierte er das Princeton College. Nach einem Jurastudium und seiner 1894 erfolgten Zulassung als Rechtsanwalt begann er in Waynesburg in diesem Beruf zu arbeiten. Während des Spanisch-Amerikanischen Krieges von 1898 war er Hauptmann in einer Infanterieeinheit aus Pennsylvania. Kurz darauf war er auch bei einem Aufstand auf den Philippinen eingesetzt. Danach half er bei der Neugliederung der Nationalgarde seines Staates, in der er als Major und später Oberstleutnant selbst aktiv war. Während seiner Zeit als Kongressabgeordneter ließ er diese Mitgliedschaft ruhen und schied danach als Oberst der Nationalgarde aus deren Dienst aus. Politisch schloss er sich der Republikanischen Partei an. Im Juni 1904 nahm er als Delegierter an der Republican National Convention in Chicago teil, auf der Präsident Theodore Roosevelt zur Wiederwahl nominiert wurde.
Bei den Kongresswahlen des Jahres 1910 wurde Crago im 23. Wahlbezirk von Pennsylvania in das US-Repräsentantenhaus in Washington, D.C. gewählt, wo er am 4. März 1911 die Nachfolge von Allen Foster Cooper antrat. Da er im Jahr 1912 nicht bestätigt wurde, konnte er bis zum 3. März 1913 zunächst nur eine Legislaturperiode im Kongress absolvieren. In den Jahren 1914 und 1915 leitete er die Veteranenorganisation Veterans of Foreign Wars. Bei den Wahlen des Jahres 1914 wurde Crago im 33. staatsweiten Distrikt erneut in den Kongress gewählt, wo er am 4. März 1915 John M. Morin ablöste. Nach zwei Wiederwahlen konnte er bis zum 3. März 1921 drei Amtszeiten im US-Repräsentantenhaus verbringen. In diese Zeit fiel unter anderem der Erste Weltkrieg. In den Jahren 1919 und 1920 wurden der 18. und der 19. Verfassungszusatz ratifiziert. Dabei ging es um das Verbot des Alkoholhandels und die bundesweite Einführung des Frauenwahlrechts.
Im Jahr 1920 verzichtete Thomas Crago auf eine weitere Kandidatur. Nach dem Tod des Abgeordneten Mahlon Morris Garland wurde er bei der fälligen Nachwahl als dessen Nachfolger erneut in das US-Repräsentantenhaus gewählt, wo er am 20. September 1921 sein neues Mandat antrat. Da er im Jahr 1922 nicht mehr kandidierte, konnte er bis zum 3. März 1923 nur die laufende Legislaturperiode im Kongress beenden.
Zwischen 1923 und 1924 arbeitete Thomas Crago für das US-Justizministerium in der Abteilung zur Untersuchung von Unregelmäßigkeiten während des Ersten Weltkrieges (War Frauds Division). Er war außerdem Vizepräsident der Union Deposit & Trust Co. in Waynesburg. Dort ist er am 12. September 1925 auch verstorben.